# スキップモーニング
『スキップモーニング』は、1997年7月から1998年3月までKBS京都テレビで放送されていた情報番組である。

## 概要
KBS京都テレビでは初となる朝の生ワイド番組である。放送時間は毎週月曜日 - 金曜日 7:00 - 8:00。京都府内のニュースと天気予報、女性向けの情報などを中心に伝えていたが、番組はわずか9か月で終了した。

## キャスター
- 工藤祐子
- 甲斐千代子
- 田中あきこ
- 吉見由香
- ほか

## 主なコーナー
- 女性SANKA - 社会で活躍する女性を紹介していたコーナー。